# Carabidae

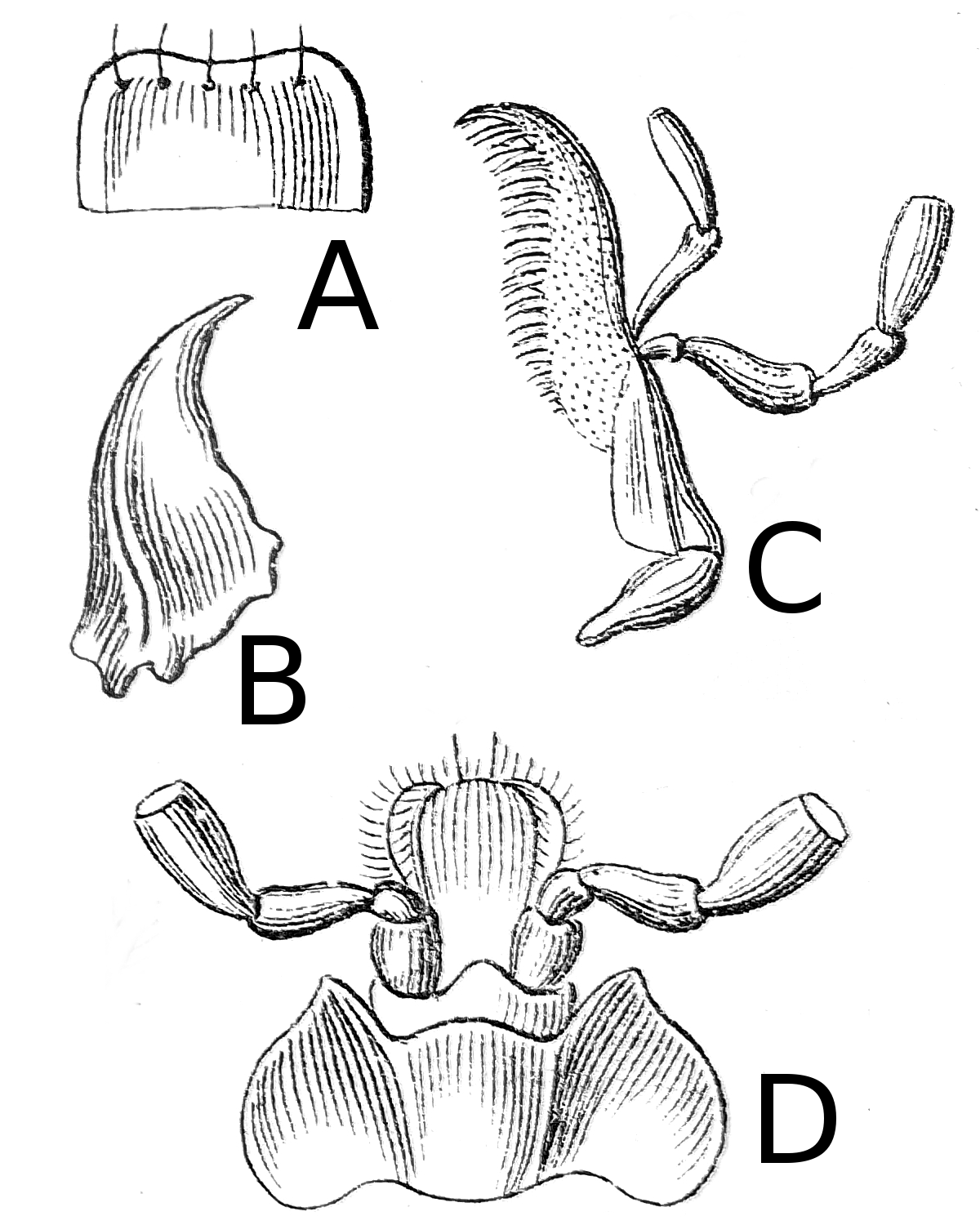
Piezas bucales de Lebia chlorocephala. A. Labrum. B. Mandíbula. C. Maxila. D. Labio

Los carábidos (Carabidae) son una de las familias más grandes de coleópteros, con un número de especies que oscila entre 30 000 y 37 000 (con 23 subfamilias y 110 tribus, dependiendo de la amplitud dada a la familia) en todo el mundo (2500 en Europa, 2200 en Norteamérica). Se trata de la familia de adéfagos más amplia y representativa. Son típicamente habitantes del suelo, ya que son malos voladores.

## Características
Su tamaño varía desde 20 a 60 mm. Muchas especies son negras o pardas, aunque son frecuentes las coloraciones con brillo metálico (verde, dorado, cobrizo, bronce). Las antenas son en general filiformes, las mandíbulas son poderosas y las patas son fuertes y corredoras. Los élitros suelen tener costillas, estrías, cadenetas o puntos, alineados longitudinalmente; acostumbran a estar imbricados y las alas membranosas acortadas, por lo que muchas especies no vuelan.

## Descripción
Aunque la forma de su cuerpo y su coloración varían un poco, la mayoría son de color negro brillante o metálico y tienen cubiertas alares estriadas (élitros). Los élitros están fusionados en algunas especies, sobre todo en las Carabinae grandes, lo que hace que los escarabajos no puedan volar. La especie Mormolyce phyllodes es conocida como escarabajo violín debido a su peculiar forma de élitros. Todos los carábidos, excepto los primitivos escarabajos bombarderos con pestañas (Paussinae), tienen un surco en la tibia de la pata delantera que contiene un peine de pelos para limpiar la antennae.

### Secreciones defensivas
Típicos del antiguo suborden de escarabajos Adephaga Adephaga al que pertenecen, tienen pigidial con glándulas emparejadas en la parte posterior inferior del abdomen. Estas glándulas están bien desarrolladas en los escarabajos de tierra y producen secreciones nocivas o incluso cáusticas para disuadir a posibles depredadores. En algunos, comúnmente conocidos como escarabajos bombardeross, estas secreciones se mezclan con compuestos volátiles y son expulsados por una pequeña combustión, produciendo un fuerte sonido y una nube de gas caliente y acre que puede herir a pequeños mamíferos, como musarañas, y es capaz de matar a depredadores invertebrados.
Para los humanos, ser «bombardeado» por un escarabajo bombardero es una experiencia decididamente desagradable. Esta habilidad ha evolucionado independientemente dos veces, según parece, en los escarabajos bombarderos con bridas (Paussinae), que se encuentran entre los escarabajos de tierra más antiguos, y en los escarabajos bombarderos típicos (Brachininae), que forman parte de un linaje más «moderno». Los Anthiini, sin embargo, pueden lanzar mecánicamente sus secreciones defensivas a distancias considerables y son capaces de apuntar con un sorprendente grado de precisión; en afrikáans, se les conoce como oogpisters («meones de ojos»). En uno de los pocos casos conocidos de vertebrado imitando a un artrópodo, los lagartos juveniles Heliobolus lugubris lagartos son similares en color a los escarabajos aposemáticos oogpister, y se mueven de una manera que les hace parecer sorprendentemente similares a los insectos a simple vista.

## Biología y ecología
Tanto las larvas como los adultos son generalmente habitantes del suelo, se refugian bajo piedras o entre la hojarasca y son depredadores, cazando principalmente otros insectos, lombrices y caracoles, con lo que contribuyen a controlar sus poblaciones; también toman fruta muy madura; raramente son herbívoros (Zabrus, Amara).
Los carábidos son un importante eslabón en las cadenas tróficas, siendo depredados por rapaces diurnas y nocturnas, sapos, topos, etc. Como defensa segregan sustancias repugnantes malolientes o irritantes y algunos emiten sonidos con un aparato estridulador. Las especies del género Brachinus son conocidos como los "escarabajos bombarderos" o "escopeteros" ya que tienen la facultad de arrojar chorros de un líquido acre desde su abdomen.
Las especies pertenecientes a la subfamilia Cicindelinae se conocen como los "escarabajos tigre", ya que son activos cazadores diurnos, al contrario de otras muchas especies de Carabidae que son nocturnas.

## Relación con el hombre
Como depredadores de invertebrados, incluidos muchos plagas, la mayoría de los escarabajos de tierra se consideran organismos beneficiosos. Los cazadores de orugas (Calosoma) son famosos por su hábito de devorar presas en cantidad, alimentándose ávidamente de orugas de polilla de la maleza (Lymantriidae), oruga procesionarias (Thaumetopoeidae) y gusanos lanudos (Arctiidae), que, debido a sus pelos urticantes, son evitados por la mayoría de los insectívoros. Ya en 1905, grandes cantidades de cazador de orugas del bosque (C. sycophanta), originarias de Europa, fueron enviadas a Nueva Inglaterra para el control biológico de la polilla gitana (Lymantria dispar).
Algunas especies son plagas molestas. Zabrus es uno de los pocos géneros de escarabajos herbívoros de tierra, y en raras ocasiones Zabrus tenebrioides, por ejemplo, se da en abundancia suficiente para causar algunos daños a los cultivos de grano. Las especies grandes, normalmente los Carabinae, pueden convertirse en una molestia si están presentes en gran número, sobre todo durante actividades al aire libre como acampadas; anulan sus secreciones defensivas cuando se ven amenazados, y al esconderse entre las provisiones, su presencia puede estropear la comida. Dado que los escarabajos de tierra suelen ser reacios o incluso incapaces de volar, suele ser fácil bloquear mecánicamente sus posibles vías de entrada. El uso de insecticidas específicos para la intrusión de carábidos puede provocar efectos secundarios desafortunados, como la liberación de sus secreciones , por lo que generalmente no es una buena idea, a menos que las mismas aplicaciones se destinen a excluir hormigas, parásitos u otras plagas rastreras.
Especialmente en el siglo XIX y en menor medida en la actualidad, su gran tamaño y llamativa coloración, así como la extraña morfología de algunos (por ejemplo, el Lebiini), hicieron de muchos escarabajos de tierra un popular objeto de colección y estudio para coleopterólogos profesionales y aficionados. Se pagaban precios elevados por ejemplares raros y exóticos, y a principios y mediados del siglo XIX se produjo en Inglaterra una verdadera «locura por los escarabajos». Como ya se ha mencionado, Charles Darwin era un ferviente coleccionista de escarabajos cuando tenía unos 20 años, hasta el punto de que prefería recorrer el campo en busca de especímenes raros con William Darwin Fox, John Stevens Henslow y Henry Thompson que estudiar teología como quería su padre. En su autobiografía, recordaba con cariño sus experiencias con Licinus y Panagaeus, y escribió:
Ningún poeta sintió más placer al ver publicado su primer poema que yo al verse en la obra de Stephen Illustrations of British Insects las palabras mágicas: «captured by C. Darwin, Esq.»
.

## Clasificación
La subdivisión en subfamilias de una familia tan grande ha sido siempre motivo de controversias; algunas de las subfamilias listadas en la ficha de taxón han sido consideradas en algún momento como familias independientes, por ejemplo, Cicindelidae, Paussidae, Harpalidae (Cicindelinae, Paussinae, Harpalinae, respectivamente). Las subfamilias adoptadas aquí son las reconocidas en Carabidae of the World Proyect, un proyecto liderado por Alexandre Anichtchenko donde participan científicos y aficionados expertos en esta familia.' and the Carabidae of the World Database.
A continuación se listan las subfamilias y algunos géneros seleccionados:
- Anthiinae Bonelli, 1813
  - Anthia Weber, 1801
  - Helluomorphoides Ball, 1951
- Apotominae LeConte, 1853
  - Apotomus Illiger, 1807

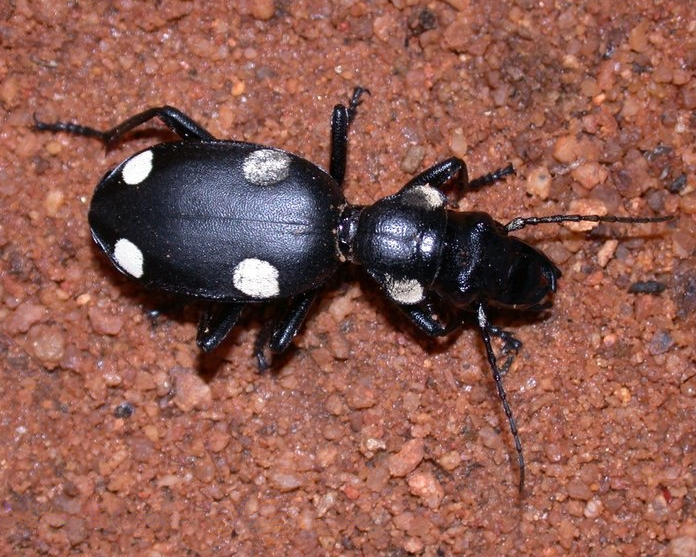
Anthia sexguttata de la India.

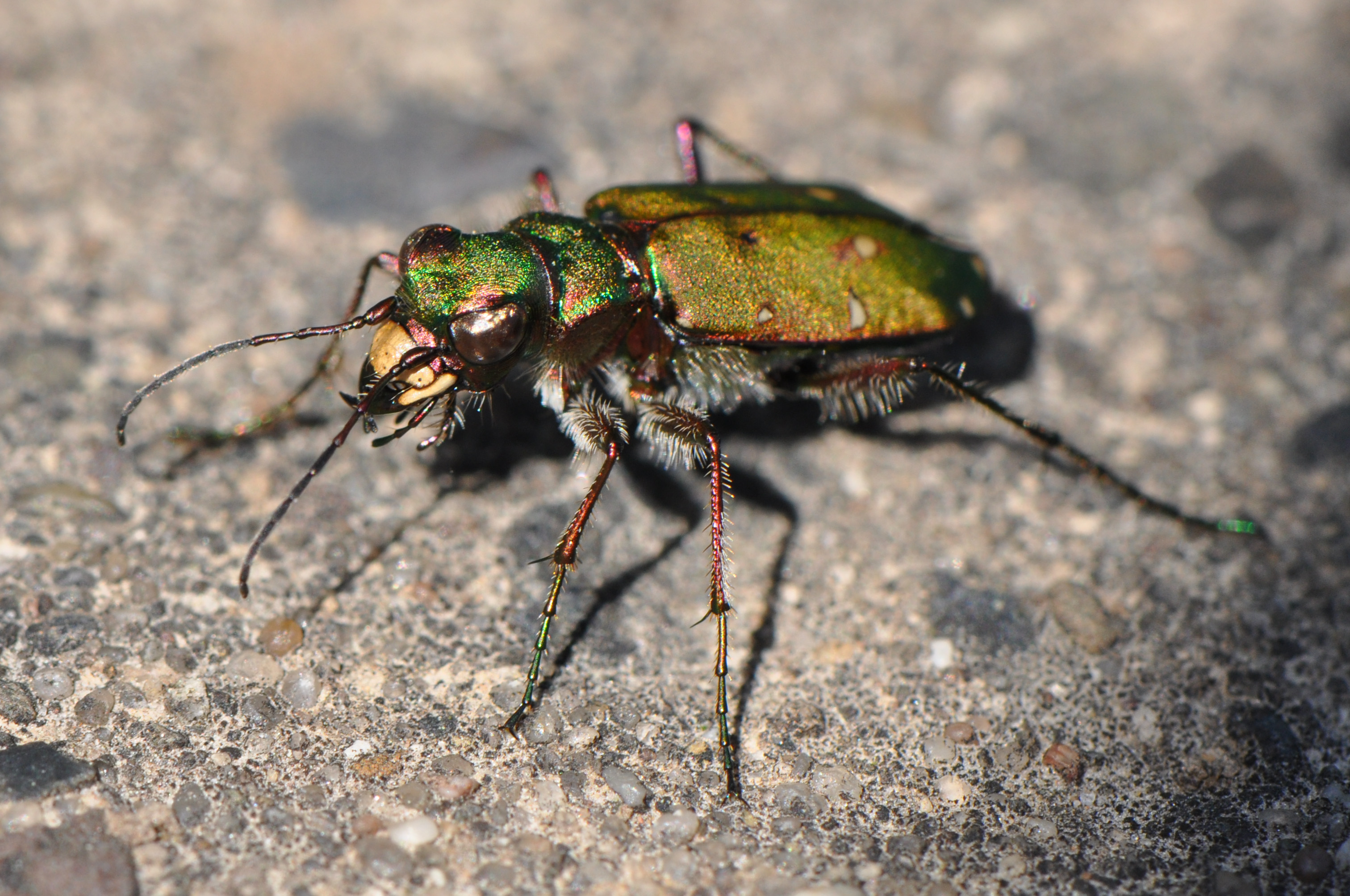
Cicindela campestris de Europa.

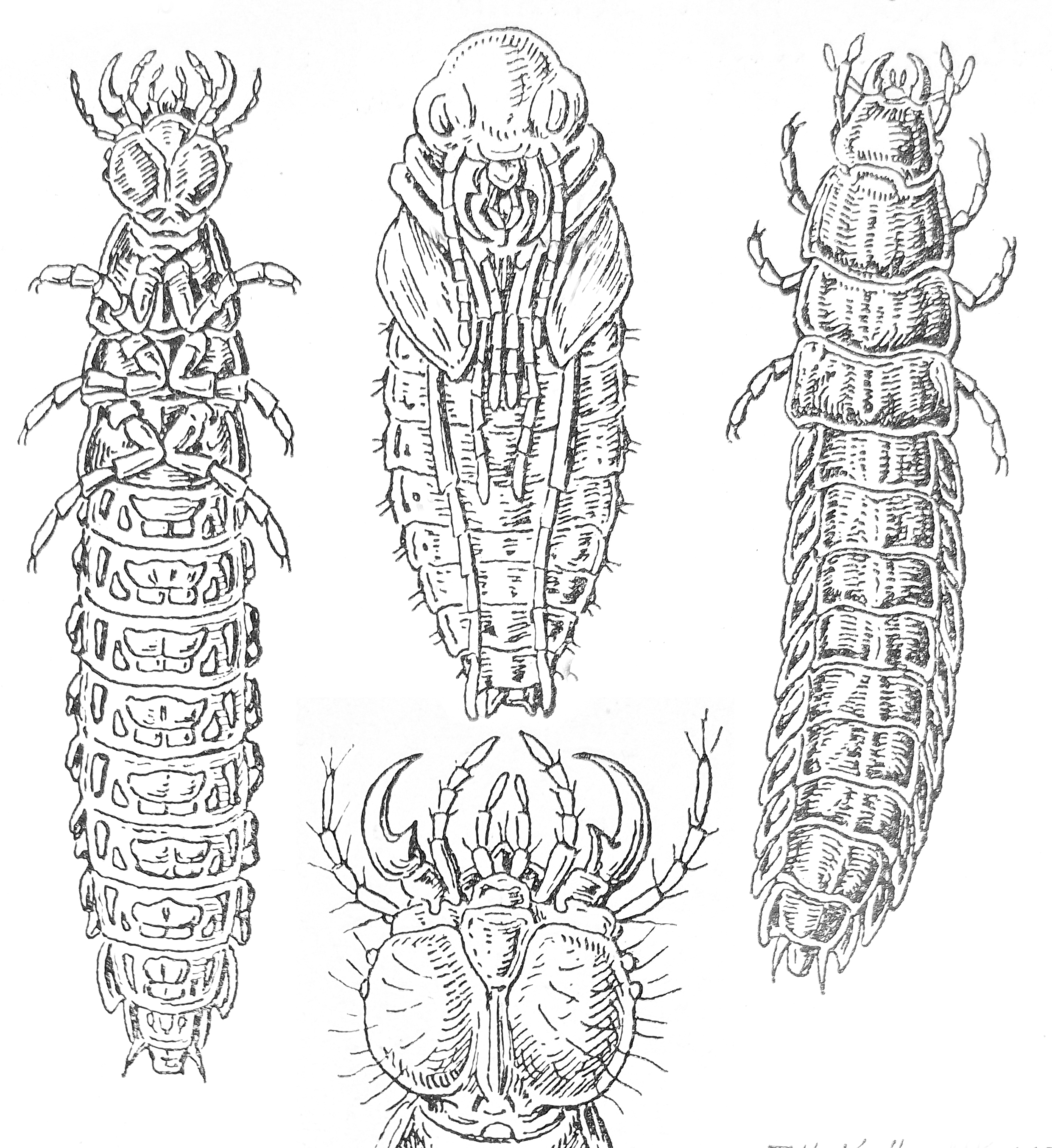
Carabus auratus larva, pupa

- Brachininae Bonelli, 1810 (ciertas tribus son "coleópteros bombarderos")
  - Aptinus Bonelli, 1810
  - Brachinus Weber, 1801
  - Mastax Fischer von Waldheim, 1828
  - Pheropsophus Solier, 1833
- Broscinae Hope, 1838
  - Broscus Panzer, 1813
- Carabinae Latreille, 1802
  - Abacoleptus Fauvel, 1903
  - Abacomorphus Chaudoir, 1878
  - Aplothorax Waterhouse, 1843
  - Calosoma Weber, 1801
  - Carabus Linnaeus, 1758
  - Cychrus Fabricius, 1794
  - Leistus Frölich, 1799
  - Nebria Latreille, 1802
  - Notiophilus Dumeril, 1806
  - Pelophila Dejean, 1821
- Cicindelinae Latreille, 1802
  - Aniara Hope, 1838
  - Cicindela Linnaeus, 1758
  - Cylindera Westwood, 1831
  - Pseudoxycheila Guerin-Meneville, 1839
- Elaphrinae Latreille, 1802
  - Blethisa Bonelli, 1810
  - Diacheila Motschulsky, 1845
  - Elaphrus Fabricius, 1775
- Harpalinae Bonelli, 1810
  - Abax Bonelli, 1810
  - Acupalpus Dejean, 1829
  - Agonum Bonelli, 1810
  - Amara Bonelli, 1810
  - Anchomenus Bonelli, 1810
  - Anisodactylus Dejean, 1829
  - Anthracus Motschulsky, 1850
  - Badister Clairville, 1806
  - Bradycellus Erichson, 1837
  - Calathus Bonelli, 1810
  - Callistus Bonelli, 1809
  - Calodromius Reitter, 1905
  - Chlaenius Bonelli, 1810
  - Cymindis Latreille, 1806
  - Demetrias Bonelli, 1810
  - Diachromus Erichson, 1837
  - Dicheirotrichus Jacqelin du Val, 1857
  - Dolichus Bonelli, 1810
  - Dromius Bonelli, 1810
  - Harpalus Latreille, 1802
  - Laemostenus Bonelli, 1810
  - Lebia Latreille, 1802
  - Licinus Latreille, 1802
  - Lionychus Wissman, 1846
  - Masoreus Dejean, 1821
  - Microderes Faldermann, 1835
  - Microlestes Schmidt-Goebel, 1846
  - Odacantha Paykull, 1798
  - Olisthopus Dejean, 1828
  - Oodes Bonelli, 1810
  - Ophonus Stephens, 1828
  - Oxyselaphus Chaudoir, 1843
  - Panagaeus Latreille, 1802
  - Paradromius Fowler, 1887
  - Paranchus Lindroth, 1974
  - Pedius Motschulsky, 1850
  - Perigona Laporte de Castelnau, 1835
  - Philorhizus Hope, 1838
  - Platyderus Stephens, 1828
  - Platynus Bonelli, 1810
  - Plochionus Wiedemann, 1823
  - Poecilus Bonelli, 1810
  - Pterostichus Bonelli, 1810
  - Sericoda Kirby, 1837
  - Sphodrus Clairville, 1806
  - Stenolophus Dejean, 1821
  - Stomis Clairville, 1806
  - Syntomus Hope, 1838
  - Synuchus Gyllenhal, 1810
  - Zabrus Clairville, 1806
- Loricerinae Bonelli, 1810
  - Loricera Latreille, 1802
- Omophroninae Bonelli, 1810
  - Omophron Latreille, 1802
- Scaritinae Bonelli, 1810
  - Ancus Putzeys, 1866
  - Ardistomis Putzeys, 1846
  - Dyschirius Bonelli, 1810
  - Scarites Fabricius
- Trechinae Bonelli, 1810
  - Aepus Samouelle, 1819
  - Asaphidion Des Gozis, 1886
  - Bembidion Latreille, 1802
  - Blemus Dejean, 1821
  - Broscus Panzer, 1813
  - Cillenus Leach, 1819
  - Miscodera Eschscholtz, 1830
  - Ocys Stephens, 1828
  - Patrobus Dejean, 1821
  - Perileptus Schaum, 1860
  - Pogonus Dejean, 1821
  - Porotachys Netolitzky, 1914
  - Tachyra Motschulsky, 1862
  - Tachys Dejean, 1821
  - Tachyta Kirby, 1837
  - Trechoblemus Ganglbauer, 1891
  - Trechus Clairville, 1806